# Tojonirina Andriantsitohaina
Tojonirina Alain Andriatsitohaina, né le 26 février 1995, est un haltérophile malgache.

## Carrière
Tojonirina Andriatsitohaina a eu une médaille d'argent dès sa première participation à l'internationale au Championnat Afro-asiatique de Tashkent en 2014. Puis remporte trois médailles d'or aux Jeux des îles de l'océan Indien 2015 ainsi que trois médailles de bronze aux Jeux africains de 2015 à Brazzaville dans la catégorie des moins de 62 kg. Aux championnats d'Afrique 2016 à Yaoundé, il est médaillé d'or à l'arraché et au total et médaillé de bronze à l'épaulé-jeté dans cette même catégorie. Il est ensuite triple médaillé d'or des moins de 62 kg aux Championnats d'Afrique 2017 à Vacoas.
Tojonirina Andriatsitohaina évolue ensuite dans la catégorie des moins de 67 kg. Il obtient trois médailles d'argent aux Championnats d'Afrique 2019 en Égypte, ensuite triple médaillé d'or aux Jeux des îles de l'océan Indien 2019 et médaillé d'argent à l'arraché aux Jeux africains de 2019 à Rabat; Triple médaillé d'or au Championnat d'Afrique Zone 2 de 2019 à Nairobi puis conserve son titre de champion aux Championnats d'Afrique Zone 3 2019 à Antananarivo.
Obtient ensuite trois médailles d'or aux Championnats d'Afrique 2021 à Nairobi et par la suite se qualifie aux Jeux olympiques d'été de 2020 avec son frère Eric Herman Andriantsitohaina
.

## Famille
Il est le frère d'Eric Andriantsitohaina, lui aussi haltérophile.